# Stadion Petrosport
Stadion Petrosport (arab. ستاد بتروسبورت) – wielofunkcyjny stadion o pojemności 25 000 widzów znajdujący się w Kairze. Został otwarty w 2006 roku. Swoje mecze rozgrywają na nim Nadi Bitrul Asjut i Nadi ENNPI.